# Nokia 3230
El Nokia 3230 es un teléfono inteligente de la Symbian Series 60. Anunciado el 2 de noviembre de 2004. Se presenta como el primer Serie 60 dirigido al mercado de masas en lugar de al de alto poder adquisitivo.
Su sistema operativo es Symbian 7.0s Series 60 2nd Edition Feature Pack 1 (Version 2.1). Cuenta con varios juegos (incluyendo juegos multijugador por Bluetooth), una cámara de 1,23 megapíxeles, Nokia Lifeblog, una tarjeta de memoria RS-MMC de 32 MB  para almacenar fotos y aplicaciones adicionales, Pulsa y habla, pantalla de 65.536 colores y 176 × 208 píxeles, MMS, y RealPlayer.
El Nokia 3230 es uno de los primeros con el servicio Push to Talk over Cellular (PoC), un método de comunicación estilo walkie-talkie, y también Visual Radio, que realza el receptor de radio normal con información adicional acerca de los artistas y canciones prestados a través de GPRS.
Para la transferencia de datos, el teléfono puede utilizar EDGE con una tasa de subida de hasta 35.2 kbit/s y de descarga de hasta 178.6 kbit/s; es además GPRS multislot clase 10, con hasta 80 kbit/s.

## Problemas conocidos
Ha sido frecuentemente avisado que un fino polvo se introduce en el espacio entre la pantalla LCD y la cubierta de plástico transparente. El polvo puede ser eliminado manualmente mediante la apertura de la caja de plástico.
Al igual que muchos de los teléfonos de este tipo, la duración de la batería no es tanto como se pudiera esperar sobre los modelos más antiguos de teléfonos. Menos de 2 días es típico, mientras que los teléfonos más viejos de pantalla monocroma pueden durar a menudo una semana entre recargas.
Otros usuarios han referirse tiempos de respuesta lentos para la cámara, apagones repentinos de la pantalla y reinicios aleatorios.

## Características
- Lanzamiento: 02 de noviembre de 2004 (20 años, 4 meses y 22 días)
- Tarjeta SIM : Mini Sim (2FF) interna bajo la batería.
- Antena : todas internas.
- Pantalla : TFT LCD
- Resolución de pantalla : 176 x 208 píxeles y 16 bits (65536 colores)
- Sistema operativo : Symbian v7.0s, Serie 60 SE UI
- Java:  MIDP 2.0 soportado por el sistema operativo. Permite instalar aplicaciones nativas para la Serie 60 o Java (juegos, aplicaciones, etc).
- Memoria : 6 MiB de almacenamiento interno
- SoC : Texas Instruments OMAP 1510
- Microprocesador : RISC de 32 bits, ARM925T a 123 MHz
- Bandas : 2G GSM 900/1800 /1900 MHz (tribanda)
- Cámara : de 1,23 megapixels (1280x960 píxeles) con zoom digital 4x. Graba vídeo QCIF (176 x 144)
- Timbres : 48 timbres polifónicos y MP3
- Conectividad : Conector Pop-Port en la base con soporte de USB, además de accesorios como auriculares. Bluetooth 1.1, IrDA
- Batería : BL-5B  interna de Li-ion, 3,7 V y 760 mAh
  - Tiempo de espera : hasta 150 horas
  - Tiempo de conversación : hasta 240 minutos
- Formato : Candybar
- Carcasa : en plástico plateado y negro o rojo. Rectangular con la parte de la pantalla más gruesa que la del teclado. En el frontal, bajo la pantalla, 2 botones de funcionalidad en pantalla y D-Pad, keypad telefónico estándar; en el lateral izquierdo del keypad, descolgar y navegar; en el derecho, colgar, cancelar y editar. En la base, conector Pop-Port. en el lateral izquierdo botón de encendido. En la trasera cámara.
- Tamaño : 109 mm (4,29 pulgadas) largo x 49 mm (1,93 pulgadas) ancho x 19 mm (0,75 pulgadas) alto
- Peso : 110 g (3,88 onzas)
- Volumen : 90 cm³
- Tarjeta de memoria : microSD (TransFlash),  Multi Media Card
- Tasa de absorción específica :  W/kg
- Soporte : RS-MMC (32 MB incluida)
- Mensajes : SMS, MMS
- eMail : POP3 / SMTP IMAP4
- Otras prestaciones : Pulsa y habla. Navegador Web NetFront compatible con PDF (incluido en la tarjeta Multi Media Card) y navegador del sistema operativo con soporte HTML, XHTML y WML